# 2698 Azerbajdzhan
2698 Azerbajdzhan este un asteroid din centura principală, descoperit pe 11 octombrie 1971 de Observatorul din Crimeea.